# Saue
Saue is een stad in Estland in de provincie Harjumaa, vlak bij Tallinn. Het is de hoofdplaats van de gemeente Saue vald.
Tot in oktober 2017 was de stad Saue een zelfstandige stadsgemeente. In die maand werden de gemeenten Kernu en Nissi en de stad Saue bij de gemeente Saue vald gevoegd.
Saue heeft een station aan de spoorlijn Tallinn - Paldiski.

## Bevolking
De ontwikkeling van het aantal inwoners blijkt uit het volgende staatje:
| Jaar            | 2000 | 2011 | 2015 | 2018 | 2021 | 2024 |
| --------------- | ---- | ---- | ---- | ---- | ---- | ---- |
| Aantal inwoners | 4981 | 5514 | 5758 | 5640 | 5831 | 6227 |

Het overgrote deel van de inwoners is Estischtalig. In 2021 was de etnische samenstelling van de bevolking aldus:
|            | aantal | percentage |
| ---------- | ------ | ---------- |
| Totaal     | 5 826  | 100,0%     |
| Esten      | 5 432  | 93,2%      |
| Russen     | 226    | 3,9%       |
| Oekraïners | 61     | 1,0%       |
| Overig     | 107    | 1,8%       |

## Geschiedenis
In 1792 werd het hoofdgebouw van het landgoed Saue gebouwd (Saue mõisahoone), waaromheen in 1920 een tuinstad begon te ontstaan.
In 1960 werd het gehucht Saue met Tallinn samengevoegd. Vanaf dat moment begon Saue zich als woonplaats te ontwikkelen. In 1973 werd het dorp Saue gevormd als onderdeel van Tallinn.
In 1993 veranderde Saue van dorp in stad, waarna de plaats zich in 1994 van Tallinn afscheidde.

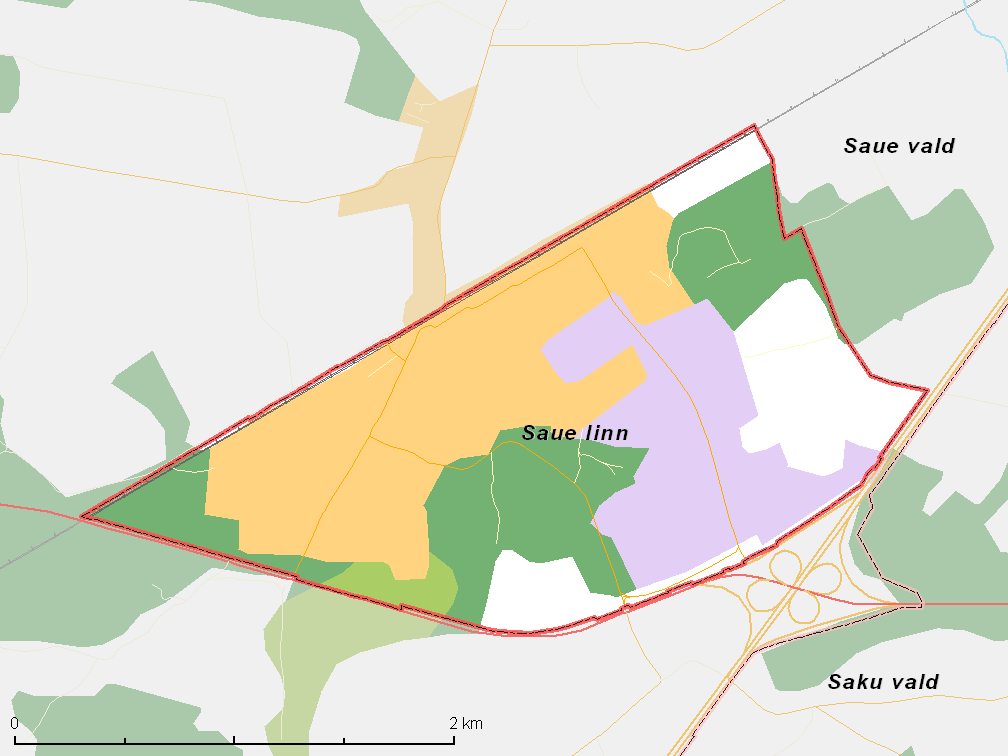
De gemeente met omliggende gemeenten, situatie begin 2017

## Foto's

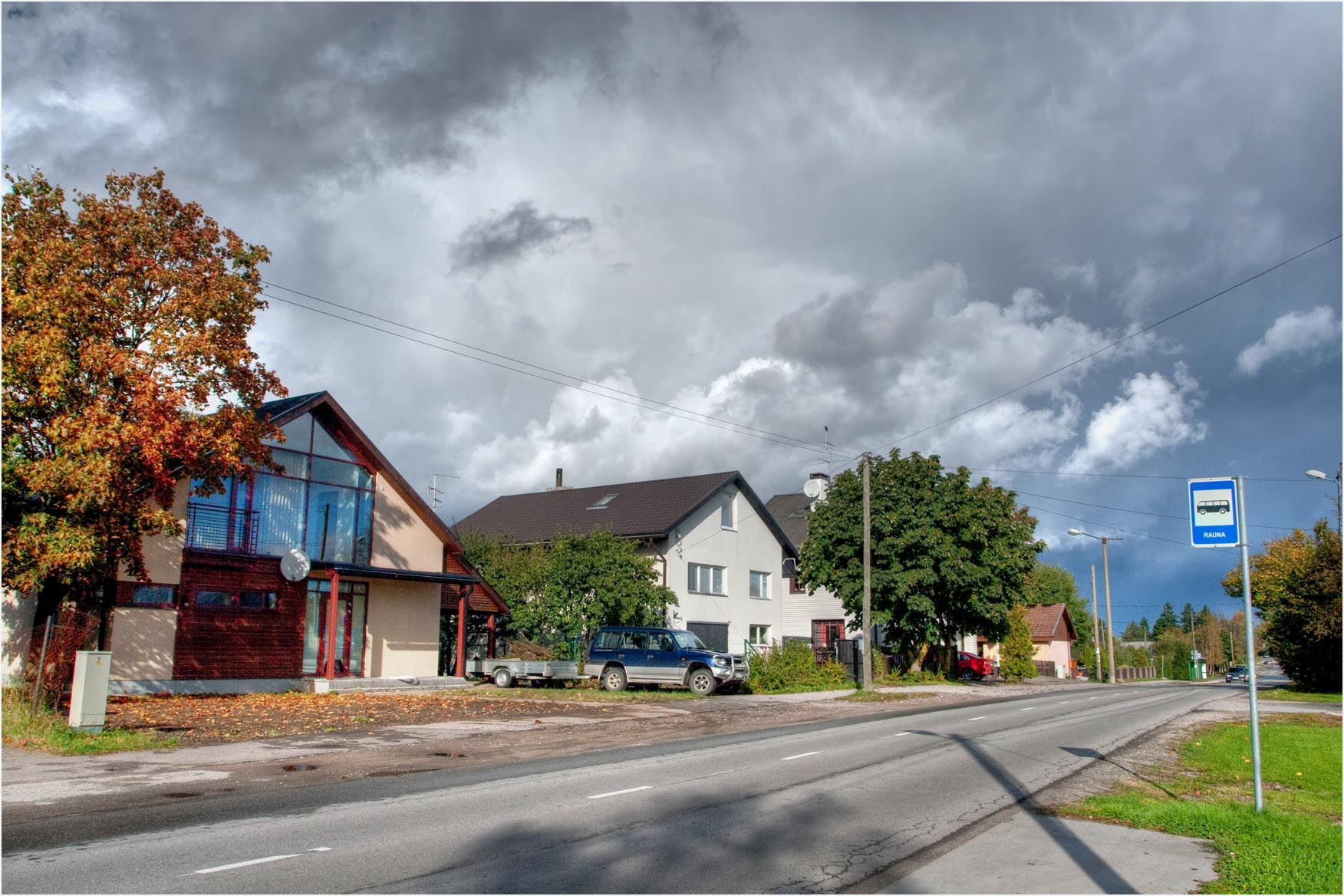
Straat in Saue
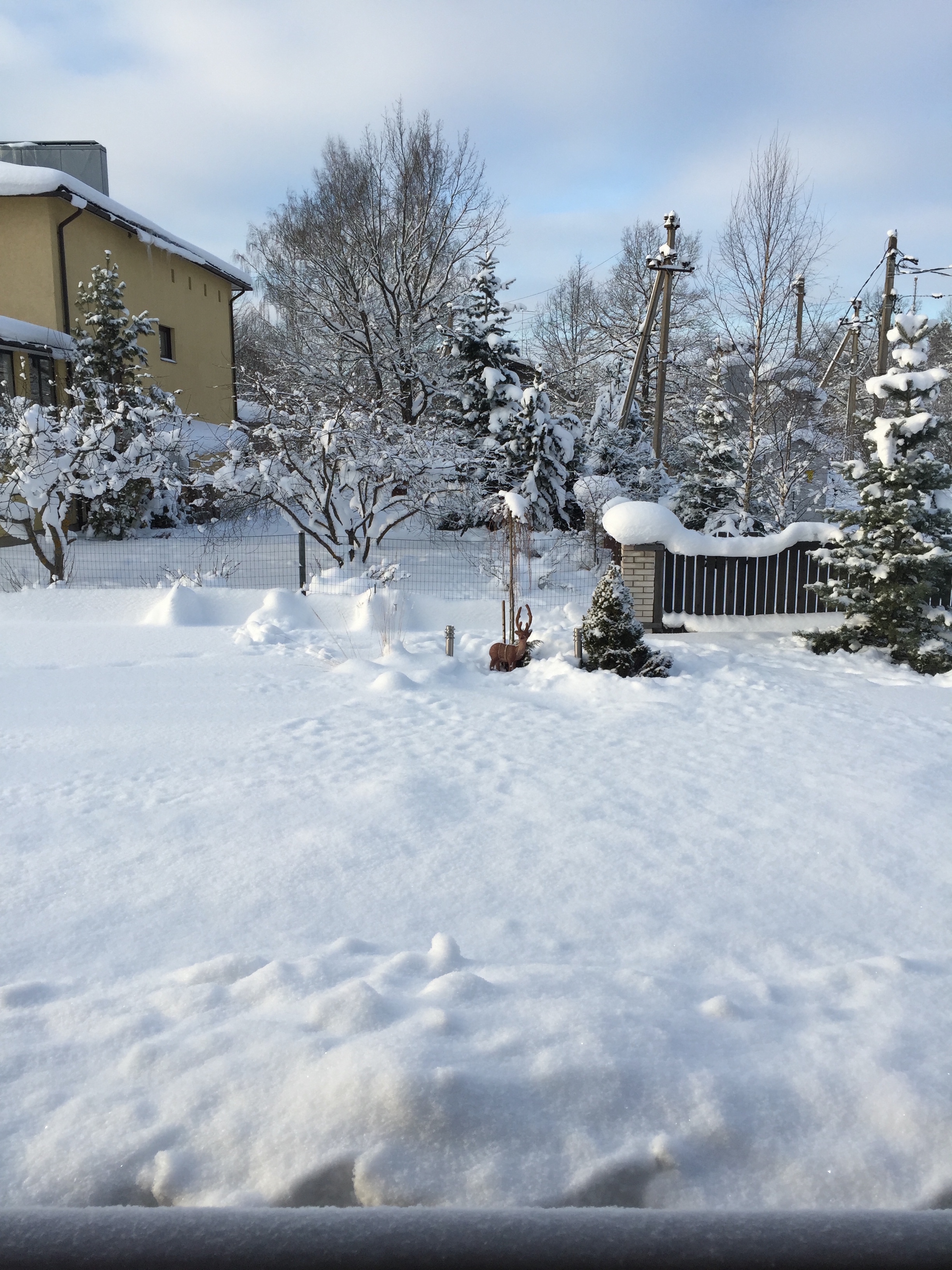
Saue in de winter
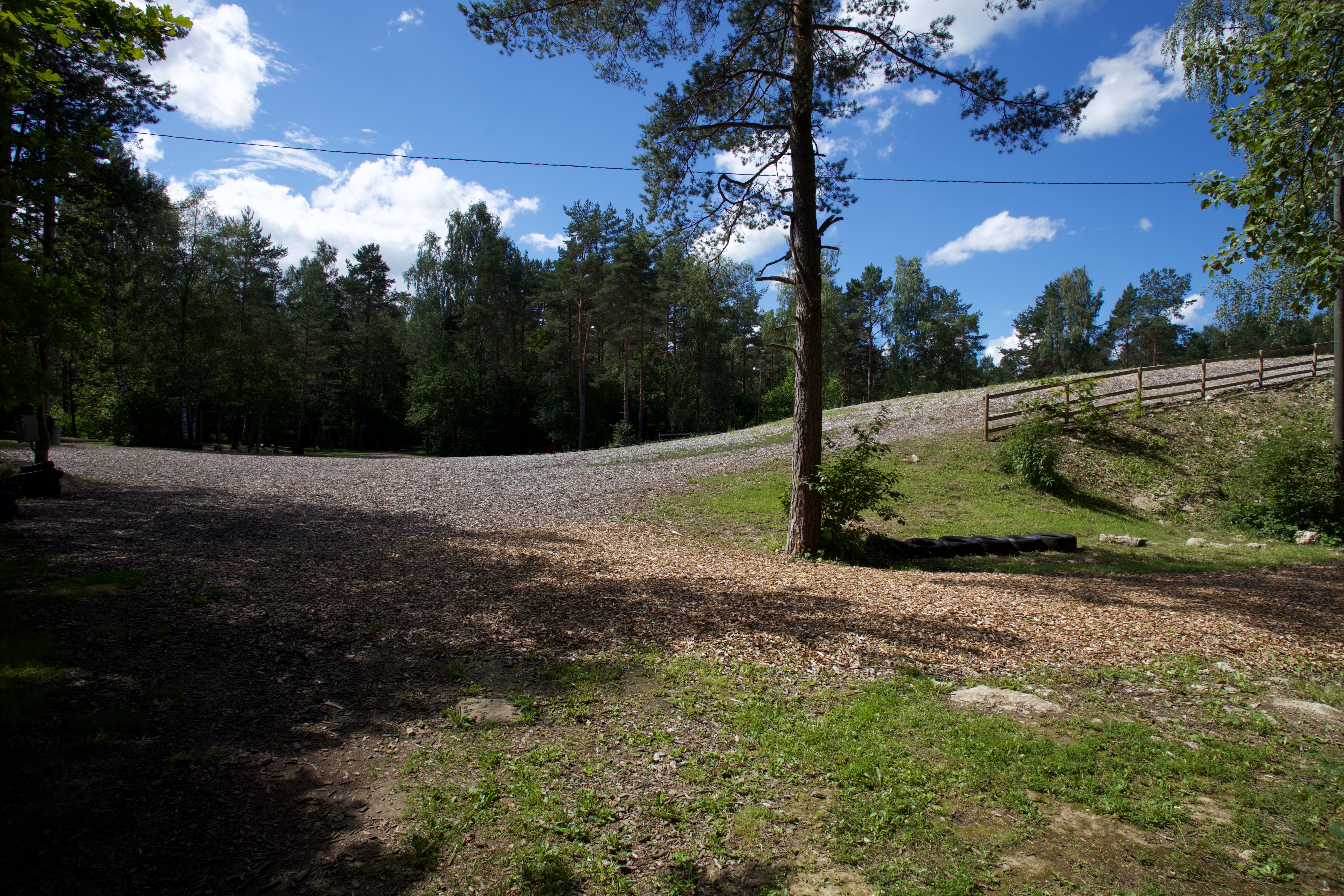
Het buitengebied
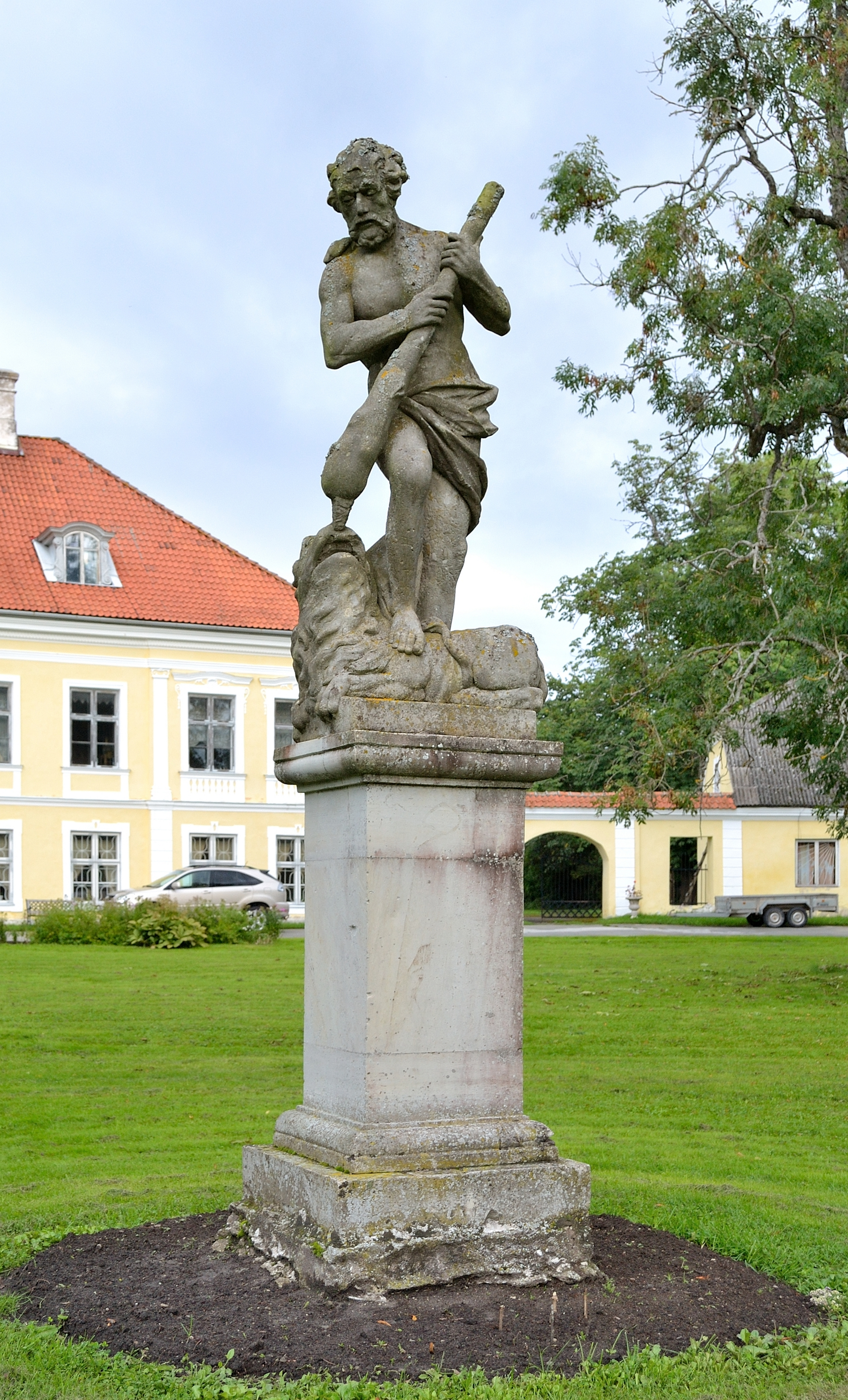
Beeld van Hercules in het park bij het landhuis
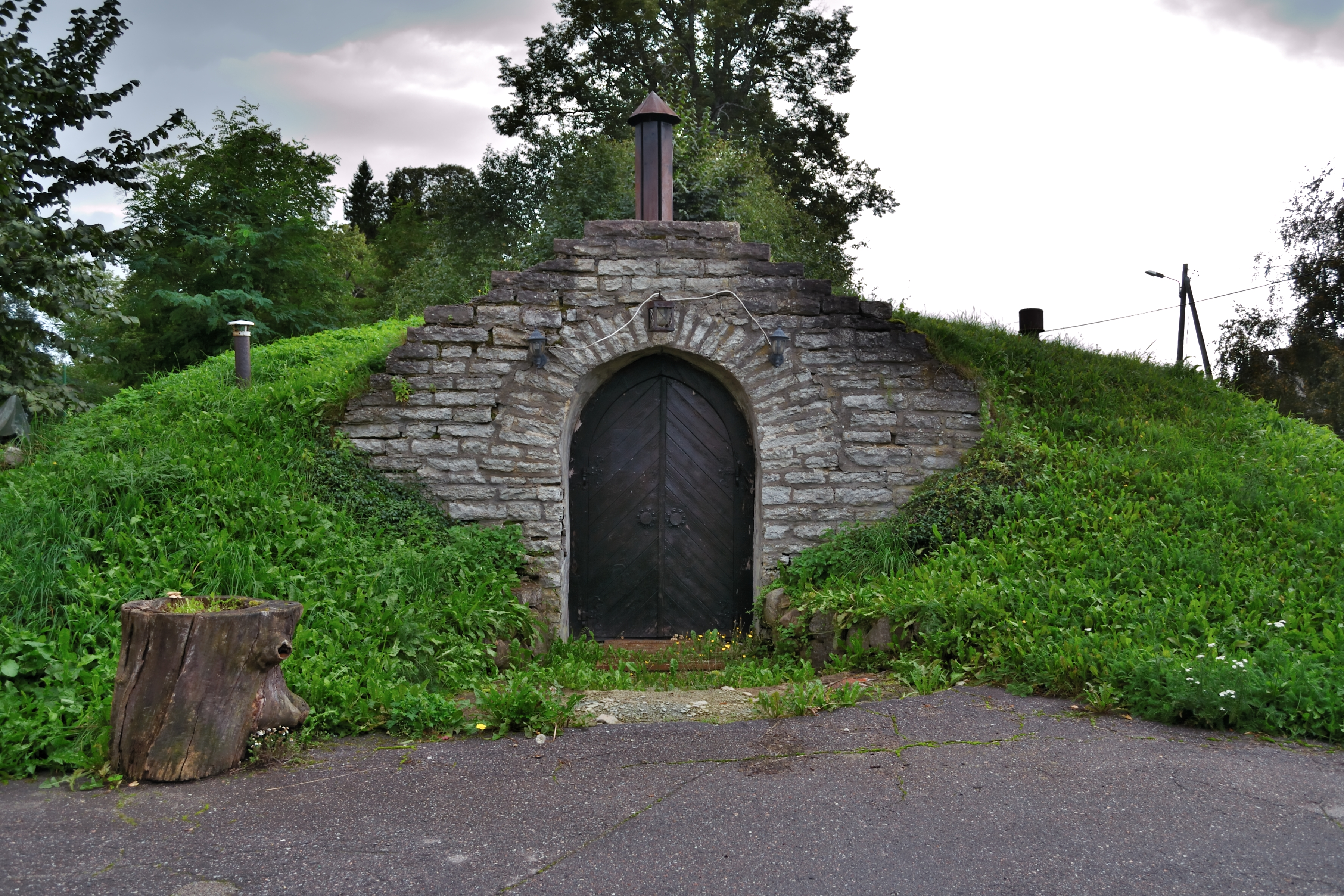
De ijskelder van het landgoed
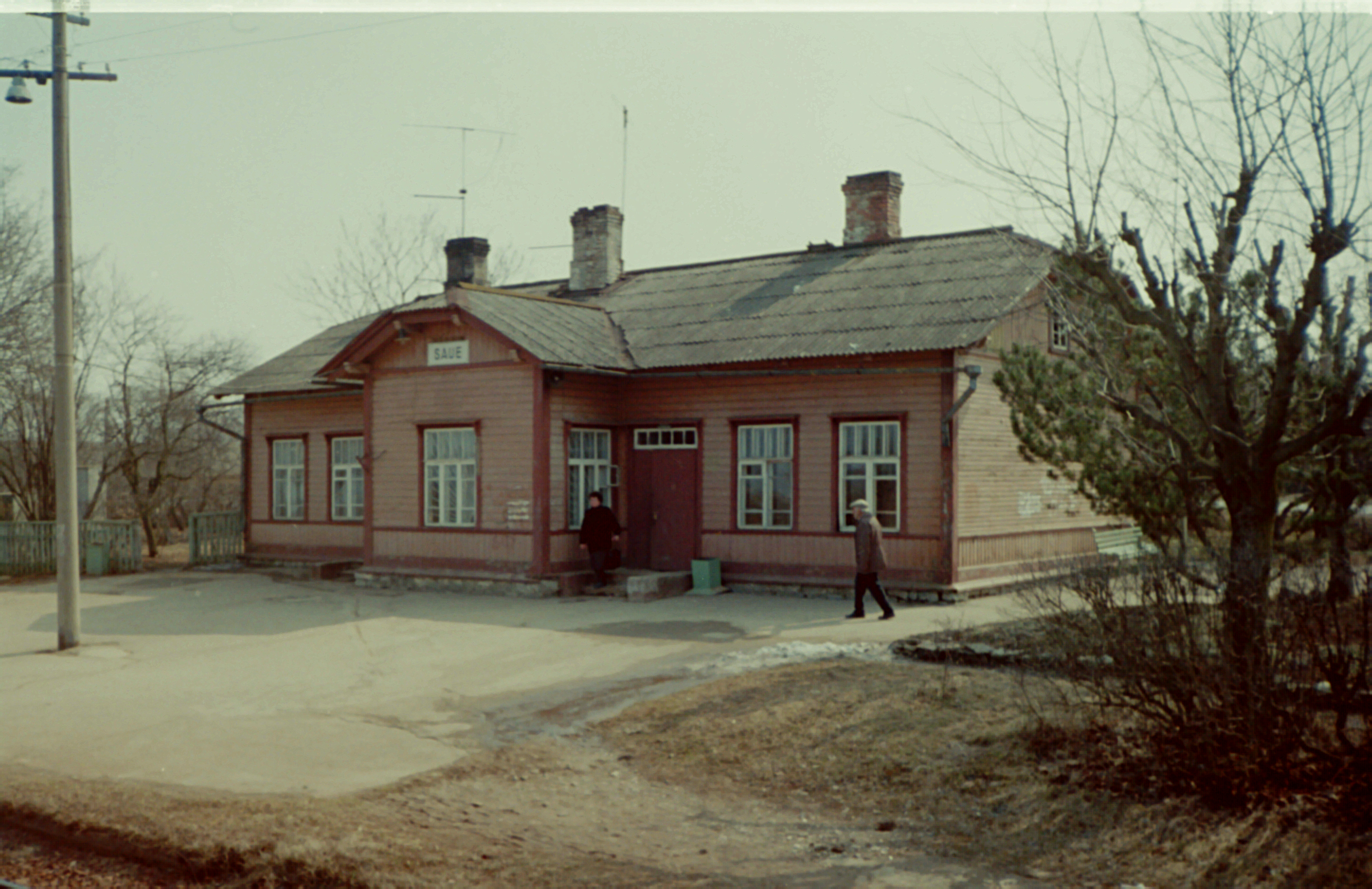
Het station in 1996